# Дуратовци
Дуратовци су насељено мјесто у Босни и Херцеговини, у општини Котор Варош, ентитет Република Српска. Према попису становништва из 1991. у насељу је живјело 502 становника.

## Становништво
Према попису становништва из 1991. године, мјесто је имало 502 становника.
| Демографија | Демографија | Демографија |
| Година      | Становника  | Становника  |
| ----------- | ----------- | ----------- |
| 1961.       | 317         |             |
| 1971.       | 259         |             |
| 1981.       | 291         |             |
| 1991.       | 492         |             |